# Collegium Sapientiae
Collegium Sapientiae (Videnskabens kollegium; i dag oftest: Sapienz) var først en forberedelsesskole og senere et teologisk seminarium, som blev grundlagt i Heidelberg i året 1555. Med flere afbrydelser fortsatte det sin eksistens indtil 1805.
Kollegiet blev oprettet af kurfyrsten af Rheinpfalz, Friedrich den 2. i 1555 i et tidligere augstinerkloster. Friedrich fik pavelig tilladelse til at omdirigere nogle gejstlige indtægter til brug for det, der først var en forberedende, universitetsuddannelse for op til 60 fattige studenter ved det humanistiske fakultet under Heidelberg Universitet. Under den senere kurfyrste, Ottheinrich, blev kollegiets fundats entydigt lutheransk. Den reformerte kurfyrste, Friedrich den 3., ”Den Fromme”, omdannede skolen fra et forberedende, humanistisk akademi til et reformert teologisk seminarium i 1561. Som følge af denne omdannelse overgik kollegiet fra at være en del af universitetet til at blive administreret af byens kirkeråd. Under ledelse af Zacharias Ursinus, blev kollegiet et ledende centrum for reformert, teologisk uddannelse inden for Det tysk-romerske Rige og antallet af studerende steg. Under kurfyrst Ludvig den 4. vendte kollegiet tilbage til et lutheransk grundlag i 1577, og de reformerte studenter forlod skolen i flok og følge. Institutionene fik atter en reformert karakter under og efter kurfyrst Johann Kasimir efter 1584, og deraf fulgte en fælles udvandring af lutheranske studenter. I den periode omfattede det fremragende fakultet bl.a. David Pareus, Heinrich Alting og Bartholomäus Keckermann. Skolen lukkede i forbindelse med den militære besættelse af Rheinpfalz under Trediveårskrigen, dvs. i 1620'erne.
Efter genoprettelsen af det Wittelsbach'ske Rheinpfalz bemyndigede kurfyrst Karl den 1. Ludwig den ledende svejtsiske forsker, Johann Heinrich Hottinger, til at genåbne kollegiet i 1656. Institutionen led atter hårdt, da dens bygninger blev ødelagt sammen med det meste af Heidelberg under Den Pfalziske Arvefølgekrig i 1693. Skolen blev genåbnet i 1707, og den fortsatte under mere beskedne forhold indtil den endelige nedlæggelse i 1805.

## Eksterne links
- Heidelberger Geschichtsverein: Gebäude und Institutionen der Universität Heidelberg und andere wissenschaftliche Einrichtungen (opslag: Sapienz) (tysk)
- Historisches Lexikon Bayerns, opslaget Bibliothetswesen (Spätmittelalter) (tysk)